# Jens Christian Skou
Jens Christian Skou (8 tháng 10 năm 1918 - 28 tháng 5 năm 2018) là một nhà sinh lý học người Đan Mạch. Nhờ khám phá enzyme vận chuyển, bơm ion Na+,K+-ATPase mà ông được giải Nobel Hóa học năm 1997 cùng với Paul D. Boyer và John E. Walker (cho nghiên cứu của hai người về cơ chế enzyme đằng sau quá trình tổng hợp ATP).

## Sự nghiệp
Jens Christian Skou sinh ngày 8 tháng 10 năm 1918 tại Lemvig, bắc bán đảo Jutland, thuộc Đan Mạch. Ông học ở Đại học Copenhagen, tốt nghiệp bác sĩ y khoa năm 1944. Năm 1954 Skou được cấp bằng tiến sĩ y khoa ở Đại học Aarhus. Năm 1963 Skou làm giáo sư môn sinh lý học tại trường này. Từ năm 1978 tới năm 1988 Skou chuyển sang làm giáo sư môn lý sinh cũng ở trường Đại học Aarhus.
Skou chuyên nghiên cứu khả năng của màng tế bào chuyên chở các chất vào trong hoặc ra khỏi tế bào. Ngay từ thập niên 1950 Skou đã quan tâm tìm kiếm enzyme trong màng tế bào thần kinh thực hiện việc phân giải Adenosine triphosphate (ATP). Skou chú ý tới một enzym chuyên chở các chất qua màng tế bào và do đó phân giải ATP. Skou gọi enzym này là bơm natri-kali (Na+/K+ -ATPase) vì nó vận chuyển các ion kali và natri và có vai trò duy trì điện thế cân bằng ở màng tế bào (resting potential hoặc membrane potential) và công bố công trình này vào năm 1957. Công trình này đã đem lại cho Skou giải Nobel Hóa học năm 1997  cùng với Paul D. Boyer (người Mỹ) và John E. Walker (người Anh).